# KF 블라즈니아 슈코더르
KF 블라즈니아 슈코더르(알바니아어: Klubi i futbollit Vllaznia Shkodër)는 알바니아의 슈코더르를 연고지로 한 축구 클럽이다. 알바니아에서 가장 최초로 설림된 축구 팀이며, 다시 말하여 알바니아에서 가장 오래된 축구 팀이다.

## 선수 명단

### 현역
- 메흐디 코바(2020 ~ )
- 일디 구루다(2023 ~ )

## 역대 감독
| 감독              | 임기        |
| ----------------- | ----------- |
| 토마스 브르다리치 | 2020 ~ 2022 |